# Baltasar Fernandes
Baltasar Fernandes (São Paulo dos Campos de Piratininga, 1580 — Nossa Senhora da Ponte de Sorocaba, 1667) foi um militar e bandeirante paulista. Era filho da cabocla Susana Dias, fundadora de Santana de Parnaíba, com o português Manoel Fernandes Ramos. De seus irmãos, destacam-se os bandeirantes Domingos Fernandes, fundador de Itu, e André Fernandes, um dos fundadores de Santana de Parnaíba.

## Biografia
Nasceu em São Paulo dos Campos de Piratininga, na Capitania de São Vicente, em uma fazenda onde hoje é o Parque Ibirapuera, tendo crescido nas terras de Parnahyba, povoado fundado por sua mãe, a cabocla Susana Dias. Tornou-se um notável bandeirante, foi alferes na bandeira chefiada por seu irmão André Fernandes em 1613 até o sertão do rio Paraupava; participou depois da bandeira de Francisco Bueno, servindo na divisão chefiada por seu irmão. Esteve ainda terras ao sul da Capitania de São Vicente (território correspondente ao Rio Grande do Sul), de 1637 a 1639, onde desse modo se dizia possuir mais de quatrocentos índios a seu serviço, com a finalidade de que trabalhassem nas lavouras.
Baltazar já estava perto dos 80 anos e tinha se aposentado da profissão de bandeirante quando herdou terras que pertenciam a sua mãe, Susana Dias, e a seu irmão, André Fernandes.

### Fundação de Sorocaba
Por volta de 1654, Baltasar edificou casa à beira do rio Sorocaba e na colina a capela de Nossa Senhora da Ponte – local onde hoje é a Catedral Metropolitana de Sorocaba, na Praça Coronel Fernando Prestes, doada em 1660 com terras, plantações e indígenas, aos beneditinos. Posteriormente houve a fundação do Mosteiro de São Bento.
Em 1661, foi falar com o governador geral Côrrea de Sá e Benevides. Baltasar queria que suas terras deixassem de ser um povoado e fossem convertidas em uma vila (maior denominação a localidades da capitania naquela época, equivalente a município). O governador atendeu a seu pedido e, no dia 3 de março de 1661, seu povoado tornou-se então, a vila de Nossa Senhora da Ponte de Sorocaba. De imediato, Sorocaba ganhou sua própria câmara municipal. Nesse mesmo dia, foram nomeados os principais componentes da câmara: juízes Baltasar Fernandes e André de Zuñega, vereadores Cláudio Furquim e Paschoal Leite Paes e procurador Domingos Garcia, acompanhado do escrivão Francisco Sanches.

### Família
Aproximadamente no ano de 1600, em atividade nos sertões de Guairá, conheceu Maria de Zuñega, filha do bandeirante Bartolomeu de Torales, nascida em Vila Rica, com quem se casou. Após enviuvar, casou-se em 1603 com Isabel de Proença, filha do açoriano João de Abreu, um dos fundadores de São Sebastião.